# Букет (фильм)
Букет (чеш. Kytice) — чешский художественный фильм 2000 года режиссёра Франтишека Антонина Брабеца, экранизация семи рассказов известного чешского писателя и собирателя фольклора Карела Яромира Эрбена.

## Сюжет
Экранизация семи рассказов чешского поэта XIX века Карела Яромира Эрбена из его сборника «Букет»: «Букет», «Водяной», «Свадебная рубашка», «Полудница», «Золотая прялка», «Проклятие дочери», «Сочельник».
Повествование охватывает все времена года — истории идут последовательно от первых весенних цветов, проходя лето, осень и оканчиваясь зимними праздниками.
Сказочная атмосфера создаётся не только за счёт талантливого переложения мифологических сюжетов чешского народа, но также дополняется композициями, музыкой, прекрасными пейзажами и декорациями.
Фильм делится на семь историй:
- «Букет» — вводная часть всего повествования.
- «Водяной» — вторая часть, повествующая о непонимании двух различных миров: земного и подводного.
- «Свадебная рубашка» — романтический фильм ужасов, где соприкасаются миры живых и мёртвых (ср. «Светлана»).
- «Полудница» — рассказ об уставшей матери и старухе-Полуднице.
- «Золотая прялка» — история о коварстве и справедливости на фоне золотой осени.
- «Проклятие дочери» — показывает трагическое непонимание двух поколений.
- «Сочельник» — завершает круг человеческих страстей и трагедий историей о старой женщине, которая принимает свою судьбу со смирением.

В получившем популярность за пределами страны фильме арт-продюсером выступил Юрай Якубиско.

## Производство
- Сюжет: Карел Яромир Эрбен
- Сценарий: Франтишека Антонина Брабеца[чеш.], Милош Мацоурек, Диана Якубискова
- Музыка: Ян Йирасек
- Оператор: Франтишек Антонин Брабец
- Режиссёр: Франтишек Антонин Брабец
- Продюсер: Диана Якубискова
- Производство: J&J Jakubisko Film, Чешское телевидение, при поддержке государственного финансирования и развития чешской кинематографии, ČEZ, Škoda Auto

## Награды
- Rhode Island International Film Festival — 2002
  - Главный приз за лучший иностранный фильм
- Wine Country Film Festival — 2001
  - Лучшая операторская работа
- Camerimage — 2001
  - Победитель World Panorama — Приз зрительских симпатий
- Чешский лев — 2000
  - Лучшая операторская работа
  - Лучшее музыкальное сопровождение
  - Приз за лучший звук
  - Приз за лучший постер — Юрай Якубиско